# Qushui Zhen
Qushui Zhen (kinesiska: 曲水, 曲水镇) är en köping i Kina. Den ligger i provinsen Yunnan, i den sydvästra delen av landet, omkring 290 kilometer söder om provinshuvudstaden Kunming.
Genomsnittlig årsnederbörd är 2 403 millimeter. Den regnigaste månaden är juli, med i genomsnitt 570 mm nederbörd, och den torraste är februari, med 27 mm nederbörd.